# Philippe Courard

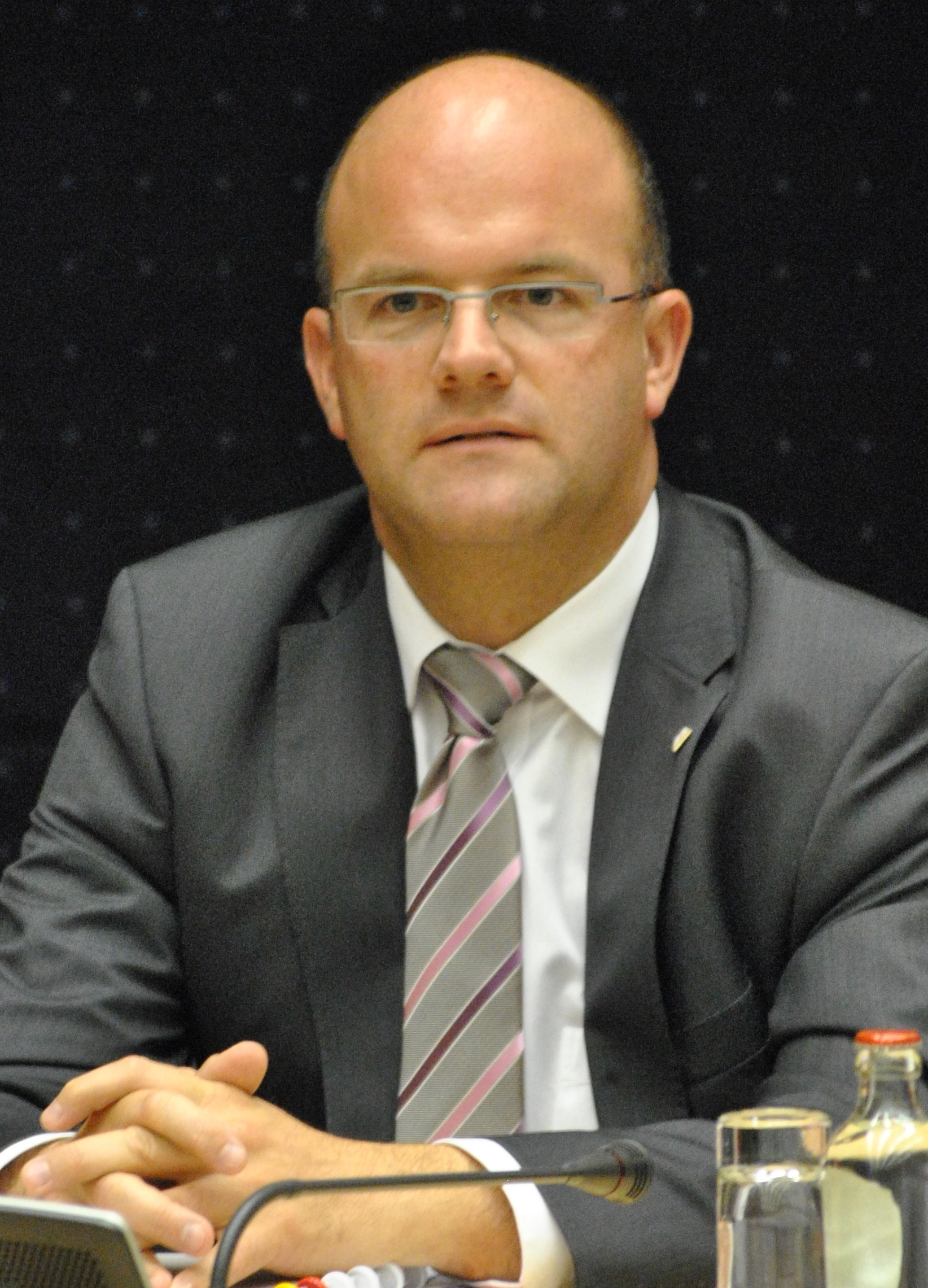
Philippe Courard

Philippe Courard (* 2. September 1966 in Namur) ist ein belgischer Politiker der Parti Socialiste (PS). Er ist seit November 2014 amtierender Präsident des Parlaments der Französischen Gemeinschaft (Föderation Wallonie-Brüssel). Courard war Minister der Wallonischen Region und bis September 2014 Staatssekretär für soziale Angelegenheiten, Familien, Behinderte und Wissenschaft in der föderalen Regierung Di Rupo unter Elio Di Rupo (PS). Zudem war er langjähriger Bürgermeister von Hotton.

## Leben
Philippe Courard war lange Zeit nur auf lokaler Ebene in der Gemeinde Hotton als Bürgermeister politisch aktiv, bevor er im Jahr 2003 zum wallonischen Minister für Beschäftigung und Ausbildung ernannt wurde, nachdem Marie Arena (PS) die wallonische Regierung verlassen hatte, um auf föderaler Ebene ein Amt zu übernehmen. Nach den Regionalwahlen von 2004 erhielt Courard unter Ministerpräsident Jean-Claude Van Cauwenberghe (PS) das Amt des wallonischen Innenministers, das auch die Aufsicht über die lokalen Behörden enthielt. Dort bekam er ab 2007 vor allem die Auswirkungen der sogenannten „Carolorégienne-Affäre“ zu spüren, einem Skandal, bei dem die Veruntreuung von öffentlichen Geldern in Charleroi von hochrangigen Politikern der PS gedeckt wurde, und die letztendlich den Rücktritt von Van Cauwenberghe bewirkte.
Nach den Regionalwahlen von 2009 dachte Courard zuerst, sein Amt unter Ministerpräsident Rudy Demotte (PS) weiterführen zu können, doch wurde er in die Föderalregierung Leterme II befördert und übernahm dort das Amt des Staatssekretärs für soziale Integration und Armutsbekämpfung. In der Nachfolgeregierung unter Premierminister Di Rupo wurde Courard Staatssekretär für soziale Angelegenheiten, Familien, Behinderte und Wissenschaft, mit den beruflichen Risiken beauftragt.
Nach den Föderal- und Gemeinschaftswahlen vom 25. Mai 2014 verließ Philippe Courard die Abgeordnetenkammer und wurde ins Wallonische Parlament gewählt. Am 15. September 2014 verließ er die scheidende Regierung Di Rupo und wurde Fraktionsvorsitzender der PS im Wallonischen Parlament. Im November 2014 übernahm Courard den Vorsitz des Parlaments der Französischen Gemeinschaft, nachdem Jean-Charles Luperto (PS) aufgrund von Exhibitionismusvorwürfen von diesem Amt zurückgetreten war. Den Fraktionsvorsitz im Wallonischen Parlament gab er an Christophe Collignon (PS) ab.

## Übersicht der politischen Ämter
- 1988 – heute: Mitglied des Gemeinderates in Hotton
- 1994 – 2012: Bürgermeister von Hotton (teilweise verhindert)
- 2003 – 2004: Minister der Wallonischen Region für Beschäftigung und Ausbildung
- 2004 – 2010: Mitglied des Wallonischen Parlaments (teilweise verhindert)
- 2004 – 2009: Minister der Wallonischen Region für innere Angelegenheiten und den öffentlichen Dienst
- 2009 – 2011: Föderaler Staatssekretär für soziale Integration und Armutsbekämpfung in den Regierungen Van Rompuy und Leterme II
- 2010 – 2014: Mitglied der föderalen Abgeordnetenkammer (teilweise verhindert)
- 2011 – 2014: Föderaler Staatssekretär für soziale Angelegenheiten, Familien, Behinderte und Wissenschaft, mit den berufliche Risiken beauftragt, in der Regierung Di Rupo
- 2014 – heute: Mitglied des Wallonischen Parlaments (teilweise verhindert)
- 2014 – heute: Präsident des Parlaments der Französischen Gemeinschaft